# Осьова симетрія

Відбиття фігури F в осьовій симетрії S відносно прямої p:

Осьова́ симетрі́я, симетрі́я відно́сно осі́  —  вид дзеркального відбиття, при якому множиною нерухомих точок є пряма, яку називають віссю симетрії.

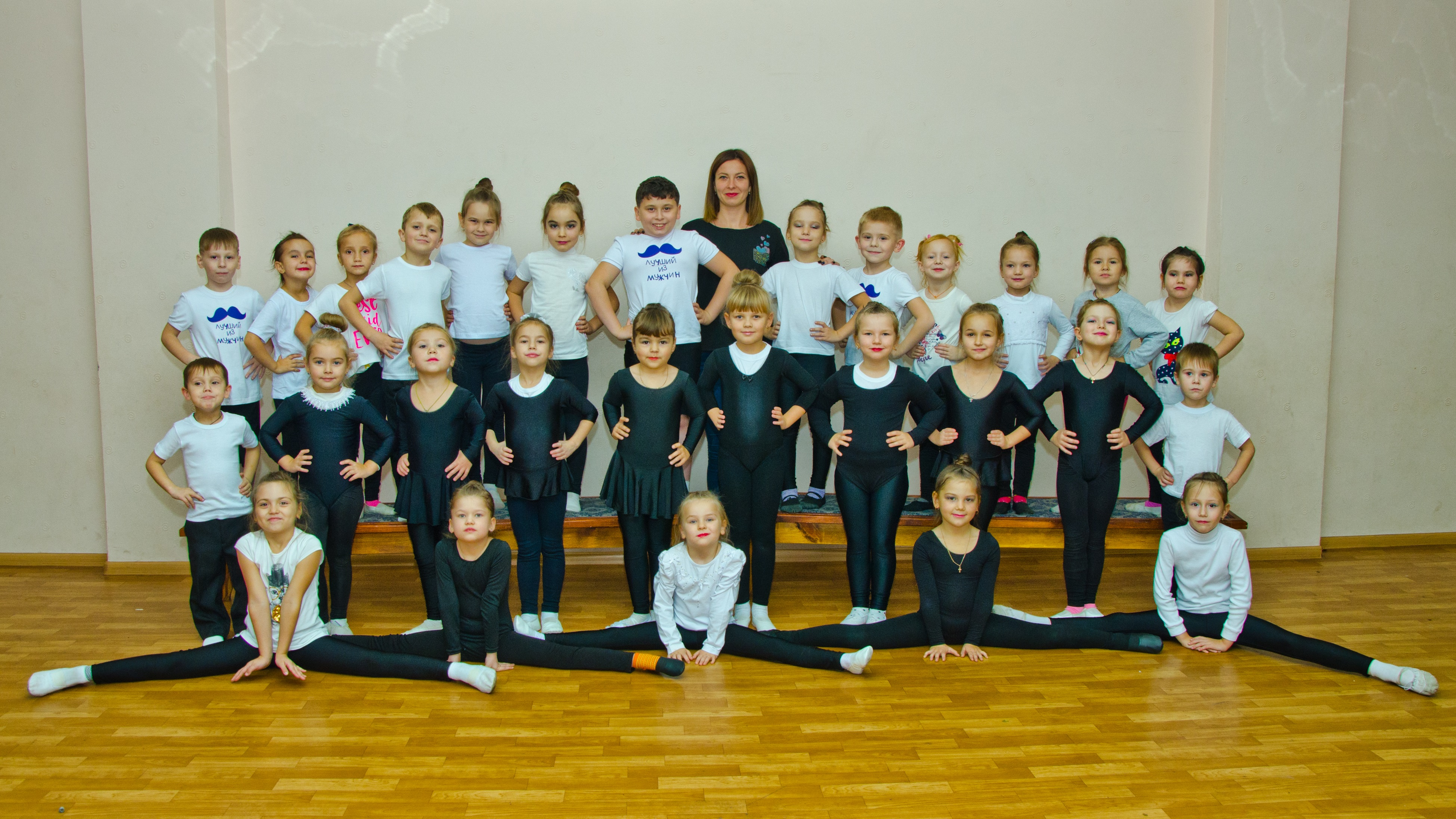
Артисти молодшої групи танцювального ансамблю «Носівчанка» розташувалися симетрично

Для фігури, що переходить сама в себе при осьовій симетрії, пряма, утворена нерухомими точками руху, називається віссю симетрії фігури. Прикладом осі симетрії відрізка є його серединний перпендикуляр.
Будь-який рух площини можна представити у вигляді композиції не більш ніж трьох осьових симетрій.